# Arthur Fenner

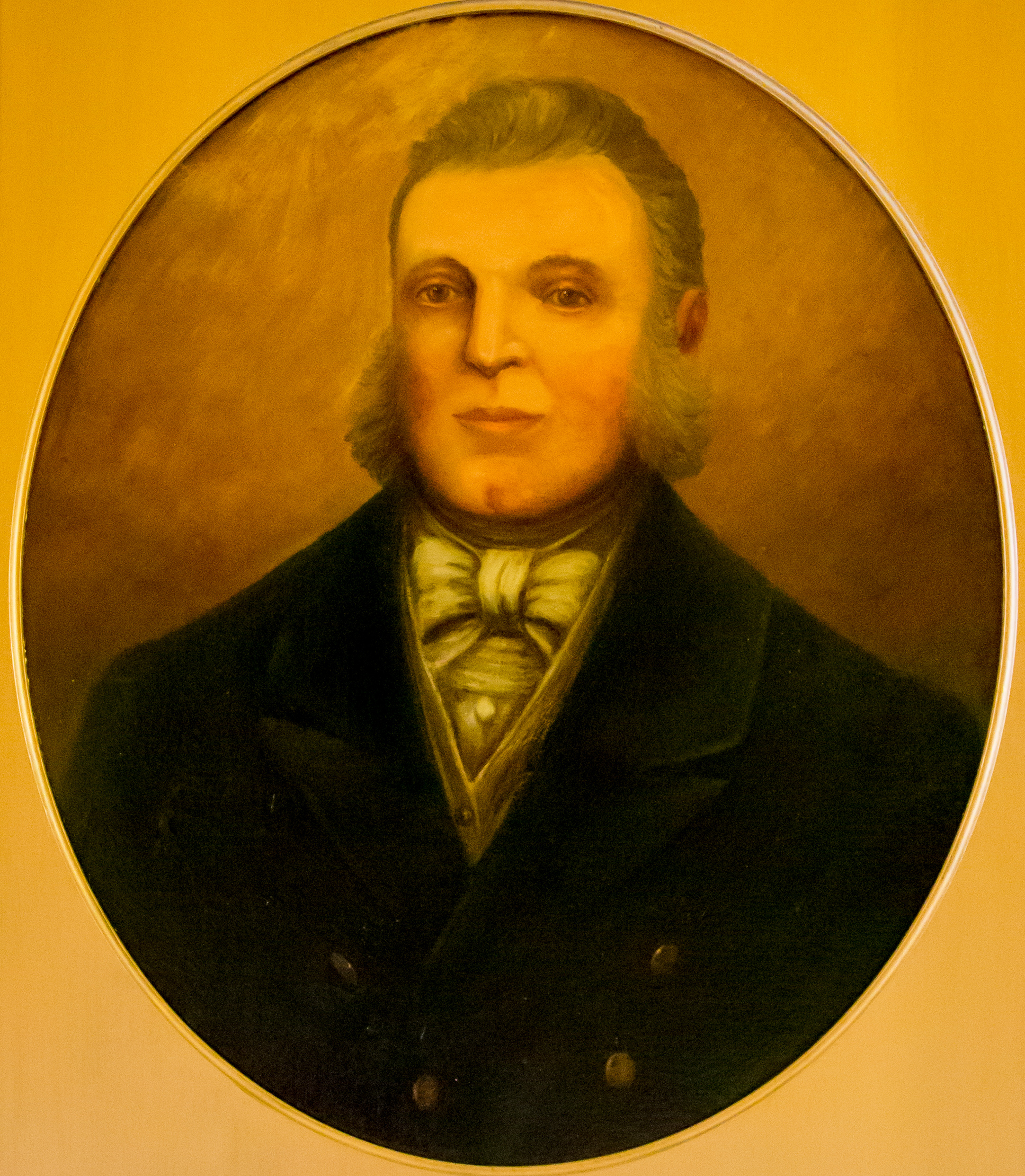
Arthur Fenner

Arthur Fenner (* 10. Dezember 1745 in Providence, Colony of Rhode Island and Providence Plantations; † 15. Oktober 1805 ebenda) war ein US-amerikanischer Politiker und von 1790 bis 1805 Gouverneur des Bundesstaates Rhode Island.

## Frühe Jahre
Arthur Fenner war ein erfolgreicher Kaufmann. Viele Jahre war er Protokollist an einem Berufungsgericht in Providence. Politisch war er ein Gegner der Föderalistischen Partei. Wie viele seiner Landsleute war er gegen eine starke Bundesregierung. Als Opposition zu den Föderalisten entstand in Rhode Island die sogenannte Country Party, der sich Fenner anschloss.

## Gouverneur von Rhode Island
Im Jahr 1790 erreichte der Widerstand gegen die Verfassung der Vereinigten Staaten in Rhode Island seinen Höhepunkt. Der damalige Gouverneur John Collins wurde abgewählt, weil er mit seiner entscheidenden Stimme einer Einberufung eines Konvents zur Ratifizierung der Verfassung zugestimmt hatte. Als Kandidat der Country Party wurde Arthur Fenner zu dessen Nachfolger gewählt. Er war in Rhode Island sehr populär und wurde in den folgenden Jahren jeweils in seinem Amt bestätigt. Seit dem 5. Mai 1790 bis zu seinem Tod am 15. Oktober 1805 konnte er dieses Amt ausüben.
Die Opposition gegen die Verfassung war so stark, dass die Abstimmung bis Ende Mai 1790 verschoben werden musste. Am 29. Mai ratifizierte Rhode Island als letzter der 13 Gründerstaaten die US-Verfassung mit 34 gegen 32 Stimmen. Während der 15-jährigen Amtszeit Fenners wurde in Providence eine Gesellschaft zur Abschaffung der Sklaverei gegründet. Die Verfahren zur Wahl der Abgeordneten für den Kongress der Vereinigten Staaten und der Senatoren für den US-Senat wurden festgelegt. Außerdem wurde die amerikanische Währung eingeführt. Gouverneur Fenner starb im Oktober 1805. Mit seiner Frau Amey Comstock hatte er vier Kinder, darunter den Sohn James, der zwischen 1807 und 1845 mehrfach Gouverneur von Rhode Island werden sollte.